# 康和型大廈

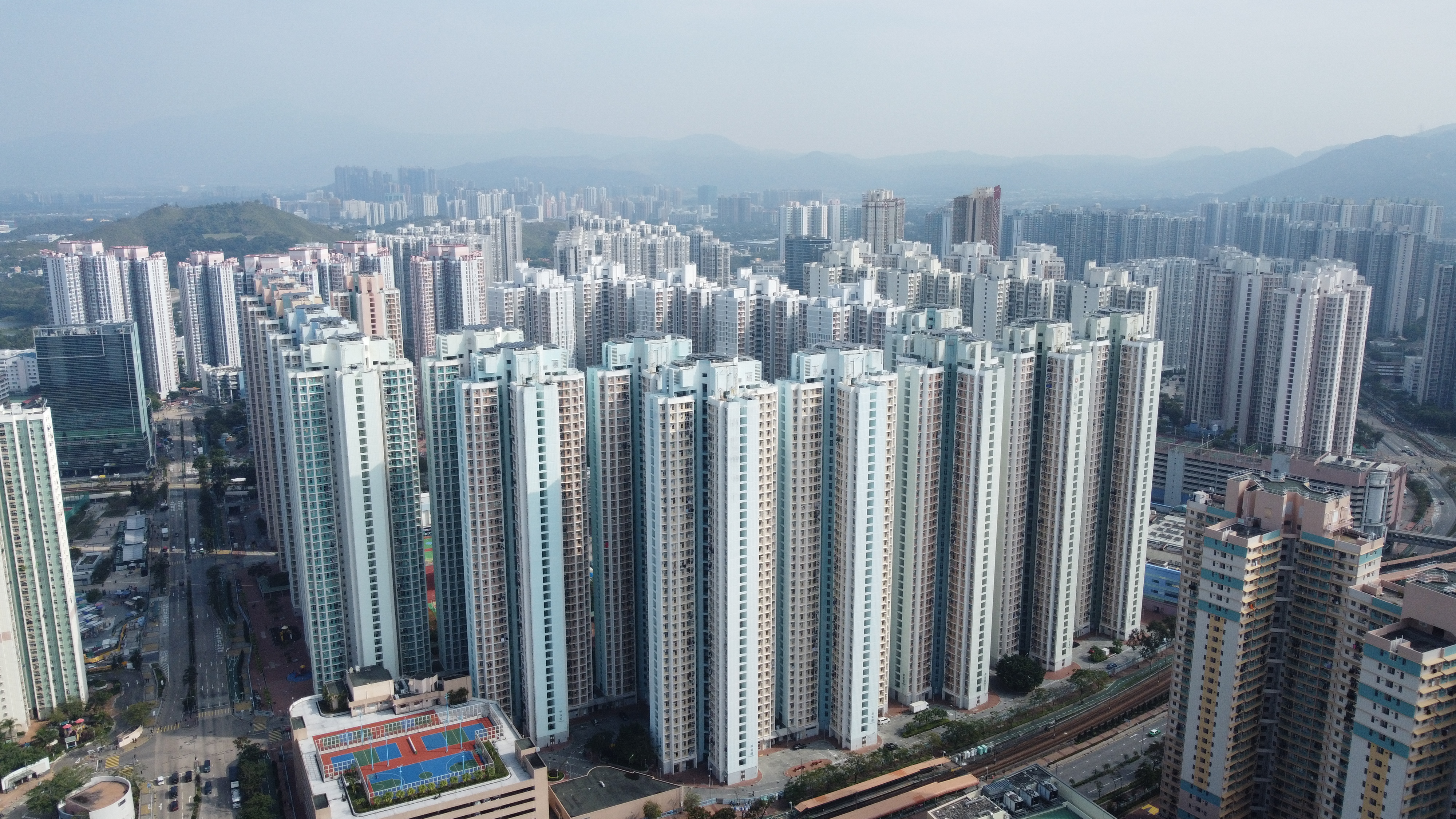
天富苑的康和一型大廈

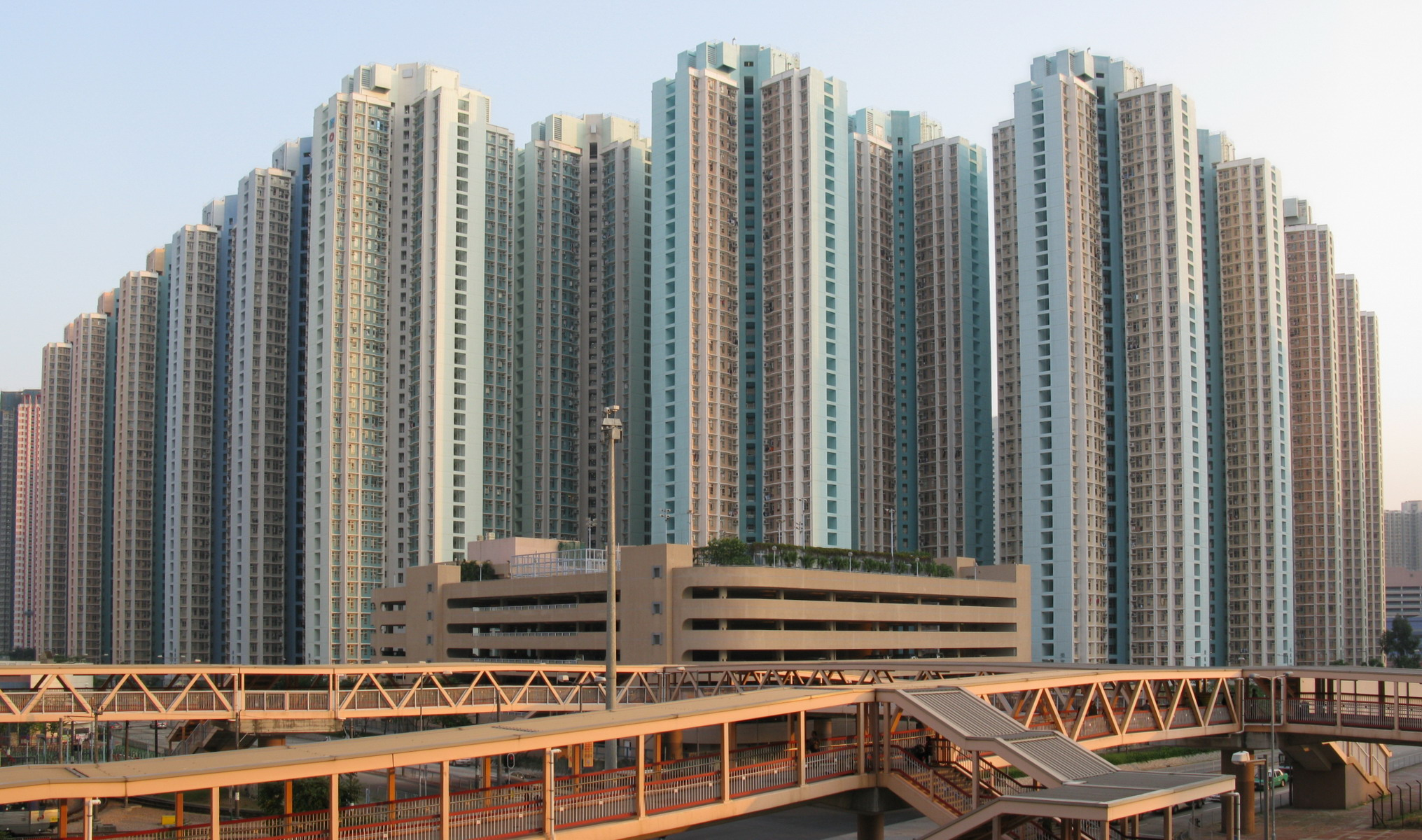
天富苑的康和一型大廈（2007年11月）

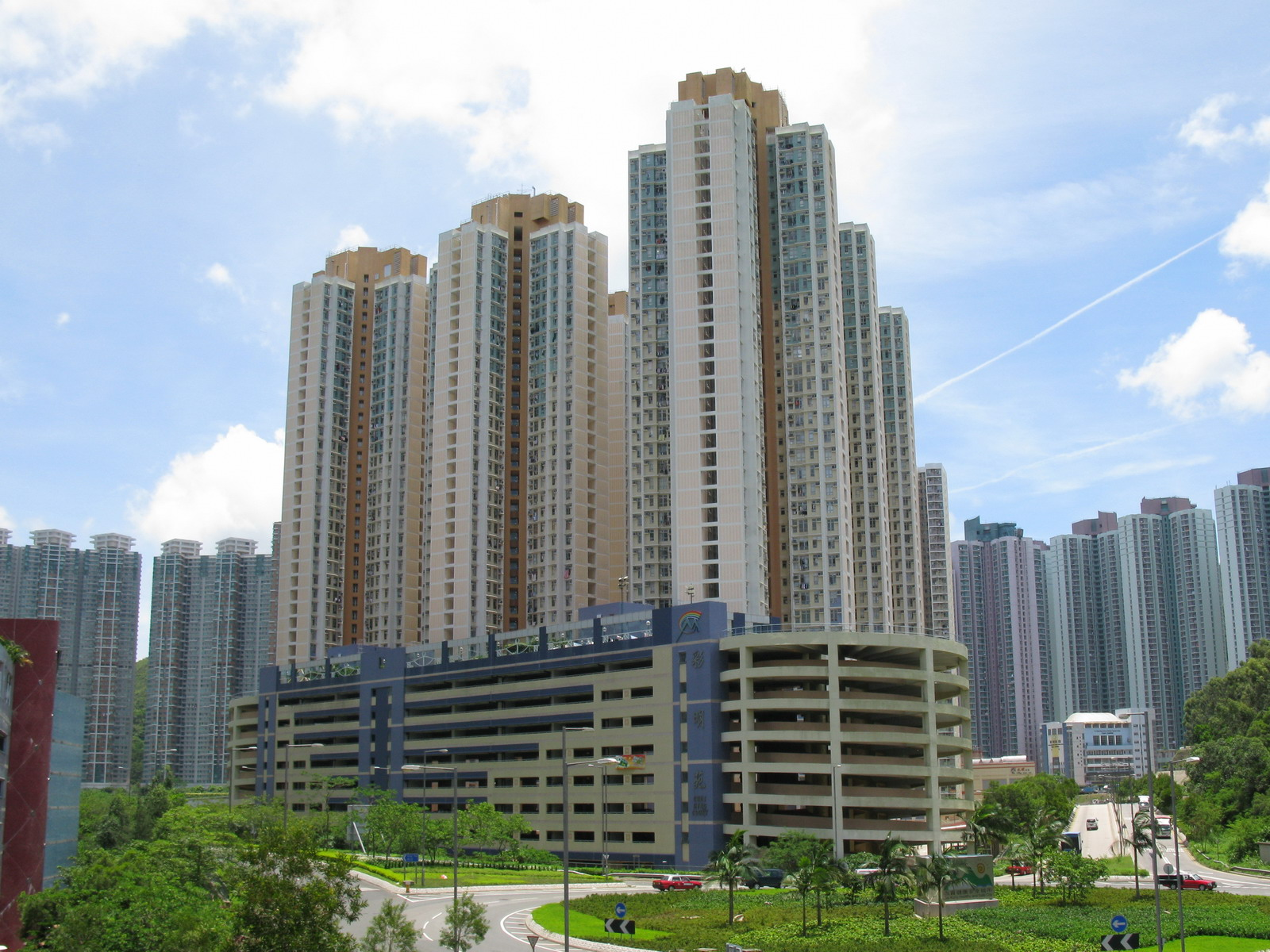
彩明苑的康和一型大廈（2008年7月）

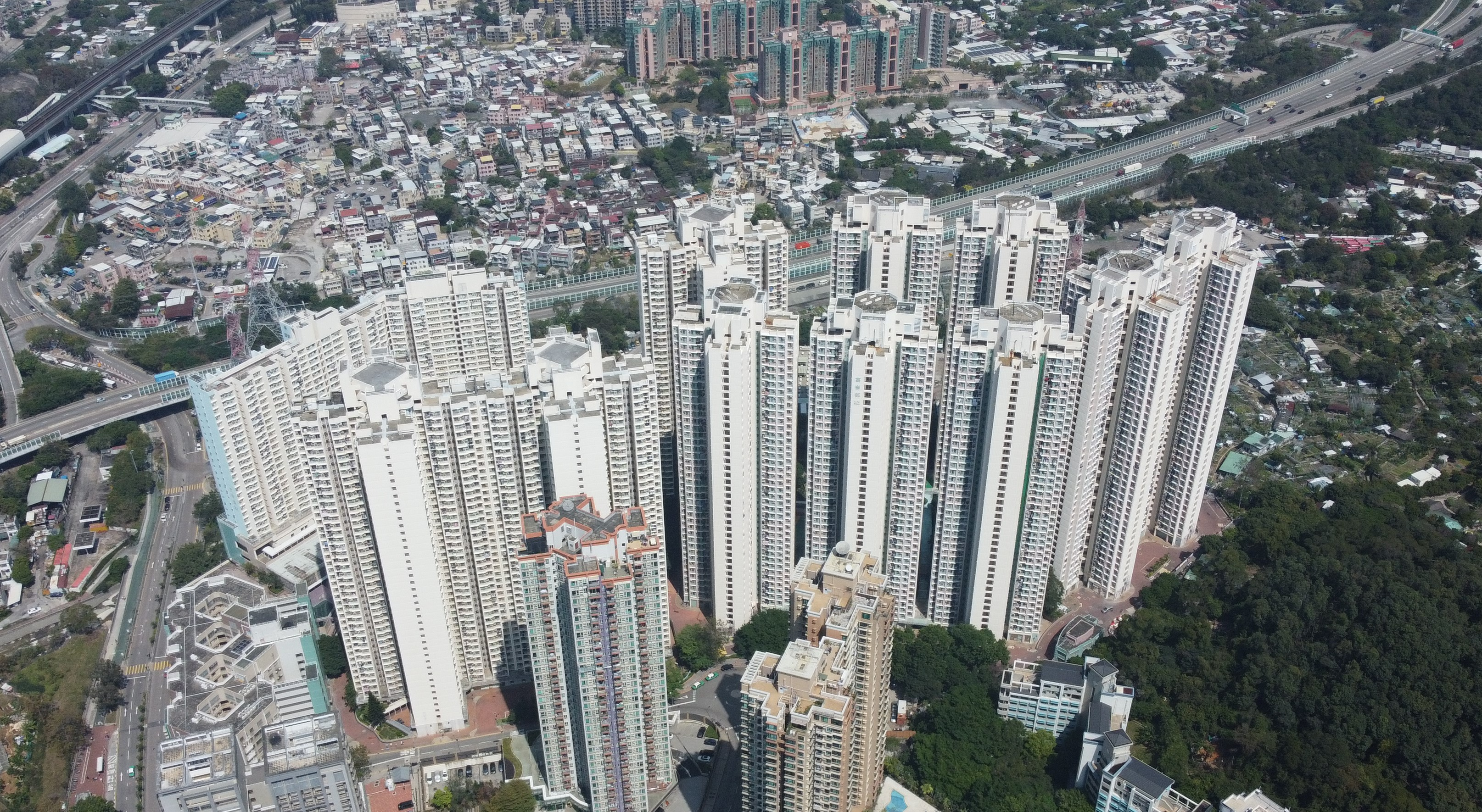
富泰邨的康和一型大廈

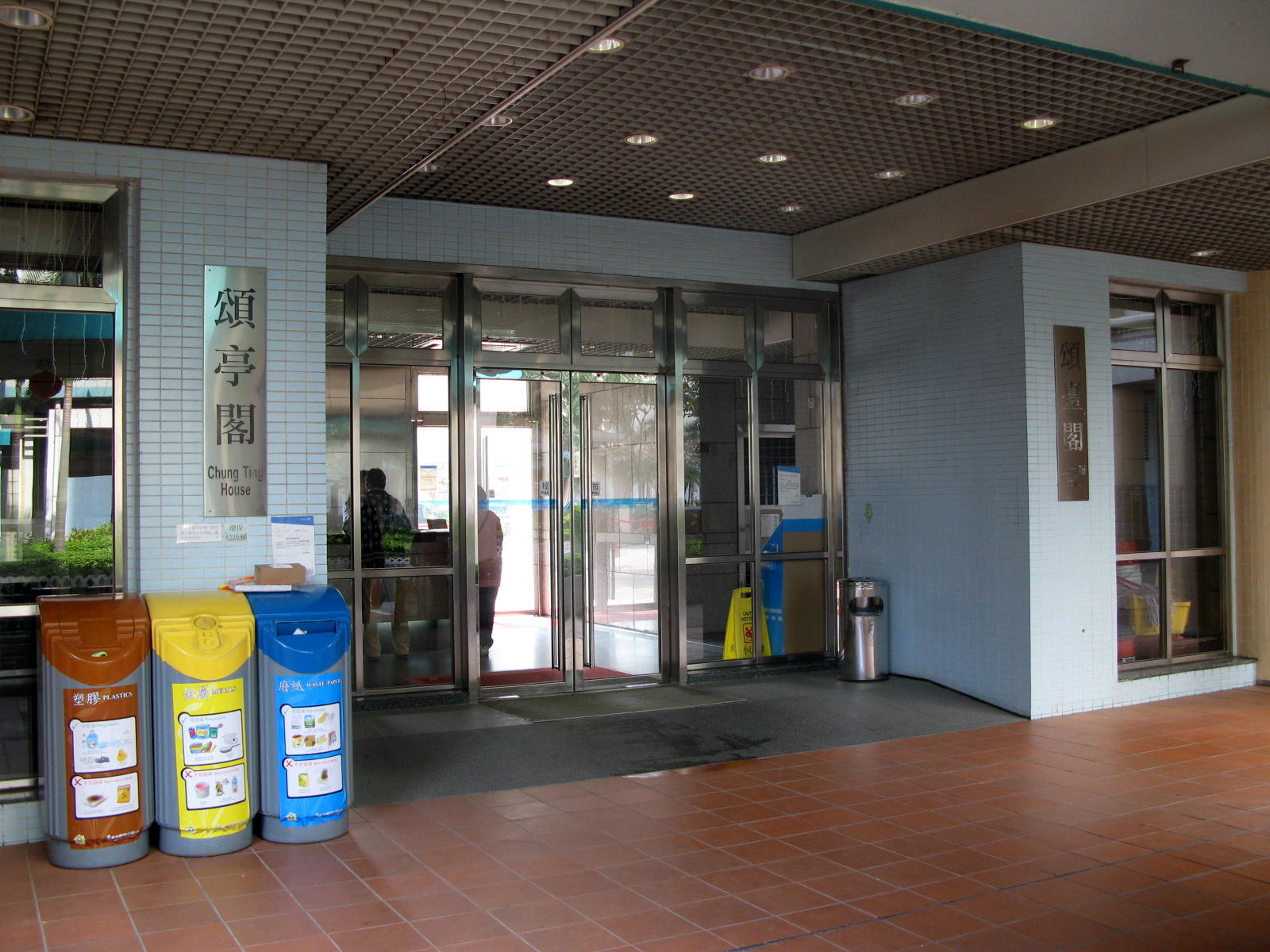
康和型大廈住宅大堂多採用「雙子星」式相連大堂設計，並設有冷氣；圖為天頌苑頌亭閣與頌臺閣大堂入口

康和型大廈（英語：Concord Block）是香港居者有其屋屋苑的大廈設計，於1994年開始起草，1995年正式發表，於1999年至2005年間落成的居者有其屋屋苑、部份公共屋邨及政府宿舍（原本為無發售居者有其屋屋苑）中採用。

## 簡介
康和型大廈原屬居者有其屋屋苑獨有的大廈設計。康和型大廈共有3款設計，每層的單位數目只有6-8個，其單位主要是以2房及3房單位；其設計、設備和裝修的質素與私人發展商的樓宇較接近，此外於大堂設有燈飾和空調設備。
康和型大廈是結合和諧式及新十字型改良而成的設計，當中晾衣架的位置設於客廳的窗戶，有別於前述兩者的同期設計，但是單位設計亦以普遍私人樓宇單位的長走廊設計作借鑒，因此實用率較其它大廈設計為低，僅有約65%實用率。康和型大廈分為3款，分別是康和一型、康和二型及單向設計康和型。在設計初期，康和型是為了取代新十字型大廈；但在1999年版本新十字型大廈面世後，基於其設計可更為善用發展潛力，部份原擬採用康和型大廈的屋苑，最終決定改為興建1999年版本新十字型。
其後政府希望把輪候出租公屋時間縮減至三年，所以把逸東邨、富泰邨及天恆邨的康和一型樓宇（全屬原擬推出的居屋第23期乙），改作出租公屋租予市民。其後，政府於2002年11月宣告無限期停建及停售居屋，興建中或未發售的屋苑將會改作其他用途，或保留至2007年至2014年間出售。但康和型樓宇的設計原本是居者有其屋屋苑獨有的，相較於同樣是居屋屬有的新十字型，其單位的面積較大，如全部改為出租公屋單位租予市民，單位的編配上較難，加上從第23期乙居屋轉作出租公屋的經驗，可見居民難以負擔租金。所以於2002年11月或以後仍沒有發售的康和型屋苑及樓宇，都只會被改為政府宿舍或維持居屋出售（而東濤苑暉濤、映濤閣最初擬改作房協屋邨或低星級賓館，最後恢復作居屋）出售。

## 大廈款式

### 康和一型
康和一型呈十字型，興建的數目最多，除青宏苑36層及葵蓉苑32層外，其餘均為40層。每層擁有8個單位，每翼設有2個單位。部份為全3房設計（第二款，除鯉安苑外只建於新建居屋項目），部份為兩翼3房，兩翼2房（第一款）。大樓內設4部升降機（兩部停26-40樓，另外兩部停1-25樓）和2道緊急走火樓梯。大多數樓宇採用設相連大堂及樁基的「雙子星」設計（一般以「雙子星」方式連結的樓宇均屬康和一型中同款設計，除了高翔苑（政府宿舍）屬例外；早期亦曾經出現以第一款大廈短翼連接的「雙子星」大廈設計（如天頌苑A至D座原來方案，但最後沒有達成），亦有部份採用單獨大堂設計。
首批落成的康和一型大廈是1999年落成的和明苑第二期及天頌苑，其中位於沙田圓洲角的愉翠苑原有兩幢康和一型第二款「雙子星」大廈因牽涉短樁醜聞而被迫拆卸；而天水圍天頌苑與天富苑同樣有短樁的「雙子星」樓宇，由於情況不算嚴重，所以進行了維修工程，天富苑聚富閣於2007年出售，並提供20年的樓宇結構保證，天頌苑兩座牽涉短樁醜聞的樓宇（即頌浩閣與頌波閣）則空置數年並經復修後於2013至2014年期間才透過出售剩餘居屋單位第7期期及出售天利苑 / 天頌苑居者有其屋計劃單位發售，同樣提供20年結構安全保證直至2033年為止；順帶一提，頌浩閣與頌波閣亦是香港最後兩幢出售入伙的康和式居屋。

### 康和二型
康和二型屬長型設計，數目較少，層數為26-32層，每層設有6個單位。大多數康和二型大廈屬於只提供兩房單位的康和二型第二款，僅元朗鳳庭苑及高翔苑有同時提供兩房及三房單位的康和二型第一款大廈。另外，多數此型大廈（和明苑、鳳庭苑及高翔苑（政府宿舍）等）採用「雙子星」設計，其中後者是香港唯一將康和一及二型大廈併為一組「雙子星」大廈的例子。

### 單向設計康和型
單向設計康和型的設計是以1990年代初屯門南深井海韻花園、屯門北大興花園2期第4~6、10、11座、及康和一型為藍本，除東濤苑暉濤閣36層（計入基座停車場則仍為40層）及鯉安苑鯉庭閣41層外，其餘均為40層，以特別建築設計方式把非噪音敏感地帶（如：廚房及浴室）安放接近噪音來源的位置，把噪音敏感地帶（如廳、房）遠離之，而位於樓宇中央兩旁的2個單位與最接近噪音來源兩旁的2個單位相交形成銳角，以把噪音反彈回去聲源位置。此類大廈每個標準層設有6個單位，中央的兩個單位為3房，其餘為2房。
當中錦泰苑的單向康和型屬特殊設計性質，由興業建築師有限公司為此項目設計（及後，同一公司設計的私人屋苑-環宇海灣設計亦參考了上述樓宇），全為兩房設計，而升降機亦只有三台（其中一台為可通往所有樓層的消防升降機）。而後期落成的東濤苑、愉翠苑及鯉安苑的則採用房屋署統型設計，除了開始提供三房單位外，更將升降機數目增至四台（但不再設有通往全部樓層的升降機），而各層電梯大堂後方亦改為設有通風窗。

## 特點及裝潢標準
康和型大廈設計採用構件式組合，使標準型大廈更具靈活性。並配搭不同單位設計的構件，可以型成不同的大廈外型，既確保單位和物料統一。此外康和型大廈的間隔亦得以善，單位内的睡房及浴室與客廳和廚房互相分隔，所有的客廳和廚房尺寸比例合度；同時有充足的空間及牆位放置傢俬，排水位及晾衣架均設於天井位置，而曬涼的地方與排油煙的位置分隔；預製外牆包括窗台在內。

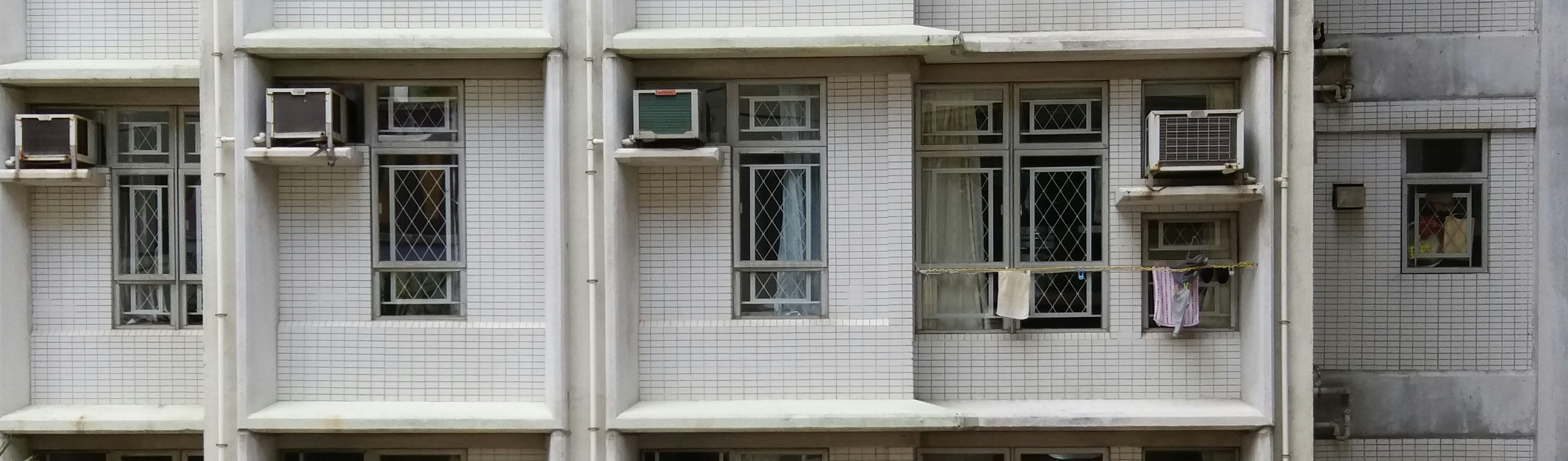
早期康和型大廈在入伙前已安裝窗花，另外客廳冷氣機口亦較為深闊，圖為愉翠苑

早期落成的康和型大廈於興建時已裝設鐵絲網狀窗花。它是康和型大廈獨有的，不能裝在其他類型樓宇上。由於劣評如潮關係，2001年後期或以後落成的均沒有隨附窗花。政府宿舍的康和型大廈則裝設另一款跟和諧式相近的H字窗花，並鋪設柚木地板，同時附送少量電器。而單位內部交樓標準亦尚算完善，如房間有間隔，廚房、浴室均附設組合櫃等。反而2014年12月起所推出的新居屋之上，除興建時已安裝窗花及熱水爐外，則沒有其他設施。
而在2000年，房委會曾經打算在當時仍在興建、採用康和型設計的葵蓉苑，試行「自選交樓標準」計劃，容許準業主選擇由房委會承建商負責單位基本裝修。然而，由於居屋第23期乙在推出前已被腰斬，有關計劃最後告吹。

## 擁有康和型大廈的居屋屋苑、公共屋邨及政府宿舍

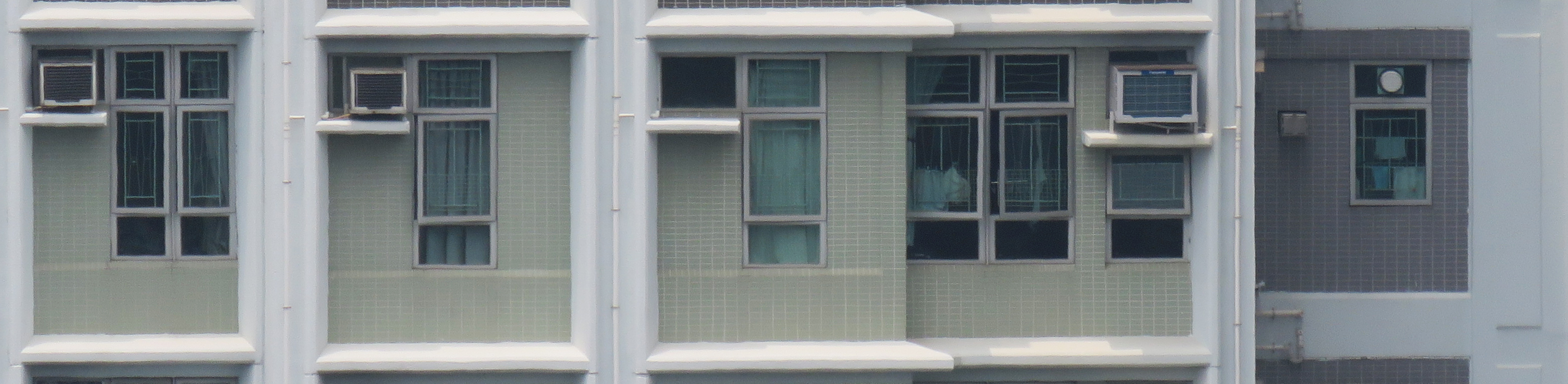
政府宿舍的康和型大廈則隨樓附送另一款跟和諧式相近的窗花，圖為葵蓉苑

### 居屋屋苑
| 所屬地區 | 屋苑名稱            | 型號（座數） | 型號（座數） | 型號（座數）   | 落成年份               |
| -------- | ------------------- | ------------ | ------------ | -------------- | ---------------------- |
| 所屬地區 | 屋苑名稱            | 康和一型     | 康和二型     | 單向設計康和型 | 落成年份               |
| 北區     | 昌盛苑              | 4            | -            | -              | 2000年                 |
| 黃大仙區 | 慈愛苑              | 6            | -            | -              | 2000年                 |
| 沙田區   | 錦泰苑              | 7            | -            | 5（非統型）    | 2000年                 |
| 沙田區   | 嘉徑苑              | 2            | -            | -              | 2002年                 |
| 沙田區   | 愉翠苑              | 6*A.         | 3            | 7              | 2001年、2002年         |
| 東區     | 東旭苑              | 5            | -            | -              | 2001年                 |
| 東區     | 東濤苑              | -            | -            | 2              | 2005年                 |
| 元朗區   | 鳳庭苑              | -            | 2            | -              | 2001年                 |
| 元朗區   | 天富苑              | 16           | -            | -              | 2000年                 |
| 元朗區   | 天頌苑              | 11*B.        | -            | -              | 1999年、2001年、2008年 |
| 元朗區   | 天盛苑              | 12           | 1            | -              | 2000年                 |
| 西貢區   | 和明苑              | -            | 2            | -              | 1999年                 |
| 西貢區   | 彩明苑 （出售部份） | 6            | -            | -              | 2001年                 |
| 葵青區   | 寧峰苑              | 4            | -            | -              | 2001年                 |
| 葵青區   | 青宏苑              | 2            | -            | -              | 2001年                 |
| 觀塘區   | 康逸苑              | 5            | -            | -              | 2001年                 |
| 觀塘區   | 鯉安苑              | 4            | -            | 2              | 2002年、2003年         |
| 合計座數 | 合計座數            | 91           | 8            | 16             | 總數：115              |

- 粗體屋苑代表興建時已裝設鐵絲網狀窗花
- A. 位於沙田圓洲角的愉翠苑，有兩幢康和一型大廈因大部份樁柱短樁而被迫於落成前拆卸，詳情請參閱圓洲角短樁案。
- B. 位於天水圍的天頌苑，有兩幢康和一型大廈（即頌浩閣與頌波閣）因大部份樁柱短樁，由於情況不算嚴重，所以進行了維修工程，並提供20年的樓宇結構保證，然而天頌苑兩座短樁的樓宇直至2013之2014年期間才透過出售剩餘居屋單位第7期[7]及出售天利苑 / 天頌苑居者有其屋計劃單位[8]發售，詳情請參閱圓洲角短樁案。

### 公共屋邨
| 所屬地區 | 屋邨名稱 | 型號（座數） | 型號（座數） | 型號（座數）   | 落成年份 |
| -------- | -------- | ------------ | ------------ | -------------- | -------- |
| 所屬地區 | 屋邨名稱 | 康和一型     | 康和二型     | 單向設計康和型 | 落成年份 |
| 屯門區   | 富泰邨   | 7            | -            | -              | 2000年   |
| 元朗區   | 天恆邨   | 6            | -            | -              | 2001年   |
| 離島區   | 逸東邨   | 10           | -            | -              | 2001年   |
| 合計座數 | 合計座數 | 23           | -            | -              |          |

- 粗體屋苑代表興建時已裝設鐵絲網狀窗花
- 以上三者皆由居屋屋苑改為出租公屋租予市民。

### 政府宿舍
| 所屬地區 | 屋邨名稱 | 型號（座數） | 型號（座數） | 型號（座數）   | 落成年份   |
| -------- | -------- | ------------ | ------------ | -------------- | ---------- |
| 所屬地區 | 屋邨名稱 | 康和一型     | 康和二型     | 單向設計康和型 | 落成年份   |
| 葵青區   | 葵蓉苑   | 2            | -            | -              | 2004       |
| 觀塘區   | 油美苑   | 7            | -            | -              | 2002       |
| 觀塘區   | 高翔苑   | 2            | 2            | -              | 2002、2004 |
| 合計座數 | 合計座數 | 11           | 2            | -              |            |

- 以上皆由未發售居屋屋苑，由房委會售予政府、並被改為政府宿舍。

## 已經規劃好但沒有興建的康和型大廈
| 所屬地區 | 項目名稱             | 型號（數量） | 型號（數量） | 型號（數量）   | 現況 |
| -------- | -------------------- | ------------ | ------------ | -------------- | --- |
| 所屬地區 | 項目名稱             | 康和一型     | 康和二型     | 單向設計康和型 | 現況 |
| 黃大仙區 | 慈民邨重建第2期      | 5            | -            | -              | 改為興建五幢1998年版本新十字型大廈，曾經列為慈安苑第三期，安排於居屋第23期乙出售 整個項目建成時因居屋取消一期而沒有出售，分拆為慈康邨 |
| 觀塘區   | 油塘邨重建第3期      | 4            | -            | -              | 改為興建四幢1998年版本新十字型大廈，並且成為油翠苑，已於2008-09年入伙                                                                 |
| 觀塘區   | 寶琳路第3、5期       | 4            | 4            | -              | 改為興建六幢1998年版本新十字型大廈，曾經命名為曉琳苑 整個項目建成時因「孫九招」而沒有出售，併入寶達邨                                 |
| 觀塘區   | 秀茂坪邨重建13、14期 | 11           | -            | -              | 因樓市暴跌而改為興建五幢新和諧一型大廈（出租公屋版本），成為秀茂坪南邨，已於2009年入伙                                                |
| 觀塘區   | 牛頭角上邨重建2、3期 | 10           | 1            | -              | 因「孫九招」及鼓勵非標準設計而改為興建六幢特別設計新和諧式大廈，已於2009年入伙                                                        |
| 九龍城區 | 何文田南第2期        | 2            | -            | -              | 曾因政府停建居屋而擱置興建，於近年復建，成為冠德苑，並改用非標準設計大廈，已於2020年初入伙                                            |
| 西貢區   | 將軍澳74區南         | 5            | -            | -              | 當時曾經擬改用靈活性大廈；後來整個項目因「孫九招」而腰斬，所在地改作香港知專設計學院                                                  |
| 西貢區   | 前健明苑第4期        | 5            | -            | -              | 改為興建新和諧一型大廈，並縮小規模，因「孫九招」改作出租公屋並改裝為出租公屋版本                                                      |
| 北區     | 粉嶺36區第3-5期      | 11           | -            | -              | 改用居屋版本新和諧一型大廈，及後改作出租公屋，成為清河邨第2、3期，而相關大廈再改為出租公屋版本                                        |
| 葵青區   | 石籬邨第10期         | 3            | -            | -              | 改為出租公屋，併入石籬邨，並改用新和諧一型大廈，成爲石偉樓及石怡樓                                                                    |
| 葵青區   | 長宏邨第2、3期       | -            | 2            | -              | 改為出租公屋，並改用新和諧一型大廈 |
| 元朗區   | 天頌苑第3期          | 9            | -            | -              | 按照環評報告建議，改為興建四幢和諧一型第七款大廈，已於1999年入伙                                                                      |
| 沙田區   | 美田邨第2、3期       | 8            | -            | -              | 第3期曾先後打算改用2000年版新十字型大廈，及非標準型大廈；後來第2、3期改作公屋，並改為興建四幢新和諧一型大廈，已於2006-08年入伙        |
| 合計     | 合計                 | 79           | 7            | -              | |

- 未特別註明者在終止前皆採用康和一型第一款大廈，而其他項目設計如下：
  - 健明邨原來方案為5幢康和一型第二款大廈；
  - 前曉琳苑方案為康和一型第二款大廈及康和二型第二款大廈各4幢；
  - 前慈安苑三期則為4幢康和一型第一款大廈，而屋苑西部的「安民閣」為1幢康和一型第二款大廈；
  - 天頌苑三期則為4幢康和一型第一款大廈，及5幢康和一型第二款大廈；
  - 長宏邨二期則為2幢康和二型第二款大廈。

## 最後一批出售的康和式居屋屋苑
最後一個發售康和式屋苑的是天頌苑一期（剩餘單位），已於2013至2014年期間全數售出；而最後一個以全新狀態出售的康和式屋苑為東濤苑（暉濤閣及映濤閣），亦在2007-08年間全數售出。

## 外部連結
- 康和一型平面圖 （页面存档备份，存于）
- 房屋署—居者有其屋計劃歷次出售單位 （页面存档备份，存于）
- 房屋署—愉翠苑第二期康和一型樓宇樣本平面圖 （页面存档备份，存于）
- 房屋署—鯉安苑第一期單向設計康和型樓宇樣本平面圖 （页面存档备份，存于）
- 房屋署—鳳庭苑康和二型樓宇樣本平面圖 （页面存档备份，存于）
- 新聞稿—「轉售為租」單位特別安排，2000年9月21日 （页面存档备份，存于）